# First Solar
First Solar es una empresa dedicada a la producción de módulos fotovoltaicos, con sede principal en Estados Unidos y plantas de producción en Alemania, Malasia y EE. UU.. First Solar fabrica módulos fotovoltaicos de capa fina y ofrece soluciones integrales para sistemas fotovoltaicos.

## Información general
First Solar es fabricante de módulos solares de capa fina, con plantas de producción en Alemania, Malasia y EE. UU. y proveedor de plantas de energía solar fotovoltaica a escala industrial. First Solar es el mayor fabricante de módulos solares a nivel mundial, con una capacidad de producción en el año 2011 superior a 2.4 Gigavatios (GW). En Europa, First Solar produce módulos fotovoltaicos en Fráncfort del Óder (Alemania) desde el año 2007, donde ha duplicado su capacidad de producción durante el año 2011. First Solar posee una tecnología propia, que utiliza una capa semiconductora de Telururo de Cadmio (CdTe) para generar electricidad por medio del efecto fotovoltaico. Ver #La tecnología de CdTe. Aunque esta tecnología tiene en laboratorio una eficiencia de conversión menor que las células convencionales de silicio, su coste de fabricación es muy inferior, y además, gracias a su bajo coeficiente térmico, su instalación es ideal en multitud de zonas climáticas, en especial en aquellas con mayor irradiación solar. Estudios de campo demuestran que módulos fotovoltaicos de CdTe pueden tener resultados iguales o mejores que módulos fotovoltaicos basados en silicio.
First Solar fue la primera empresa solar que logró reducir sus costes de producción a menos de un dólar estadounidense por vatio. Coste de producción por vatio de First Solar alcanzó los 1.23$ en 2007 y los 1.08$  en 2008. En febrero de 2009, el coste por vatio rompió la barrera de 1$, alcanzando los 0,98$. En noviembre de 2012, su coste de producción ha sido de 0.67$ por vatio. (http://investor.firstsolar.com/releasedetail.cfm?ReleaseID=718042 (enlace roto disponible en Internet Archive; véase el historial, la primera versión y la última).)
Su red de distribución de paneles solares cubre más de 39 distribuidores y mayoristas, a través de más de 12 países diferentes.

## Historia de la compañía
First Solar fue creada en 1999 en Tempe, Arizona. La compañía nació de la venta de Solar Cell Inc. (SCI) a True North Partners (compañía perteneciente a la familia Walton, propietarios de la cadena de establecimientos Walmart). Su Presidente Ejecutivo es Michael Ahearn y la actividad comercial de la compañía empezó en 2002. En 2005, el nivel de producción aumentó hasta alcanzar una producción anual de 25 megavatios (MW). En noviembre de 2006, la compañía salió a bolsa en el mercado de valores para empresas tecnológicas, NASDAQ. Además, en 2009, First Solar ha sido incluida en el S&P 500, siendo la primera compañía íntegramente dedicada a la energía solar fotovoltaica incluida en este índice. Actualmente, la compañía cuenta con más de 4.000 empleados en todo el mundo.
Fortune eligió en 2010 a First Solar como una de las diez empresas con mayor crecimiento del mundo. La consultora medioambiental alemana Murphy & Spitz eligió ese mismo año a First Solar como una de las empresas fotovoltaicas más sostenibles del mundo.
MIT Technology Review galardonó a First Solar en 2010 y 2011 como una de las 50 compañías más innovadoras del mundo.

## La compañía
La sede corporativa de la empresa se encuentra en Tempe, Arizona, EE. UU. Las áreas de I+D, además de la primera fábrica, se encuentran en Ohio. First Solar ha crecido de manera significativa a nivel mundial: en 2007 la empresa inauguró su primera planta de producción fuera de EE. UU. en Frankfurt Oder, Alemania, y con la ampliación de esta planta en 2011, se ha duplicado la capacidad de producción de 250 a 500 MW. En 2008 se inauguró una planta en Malasia que también fue ampliada en 2010. Desde 2010 First Solar cuenta con 28 líneas de producción con una capacidad anual de más de 1.500 MW.
Respondiendo a la creciente demanda de sistemas fotovoltaicos en el mundo, First Solar ampliará su capacidad de producción con una nueva fábrica en el suroeste de los Estados Unidos. Esta planta producirá aproximadamente 250 MW adicionales.
A nivel mundial, First Solar emplea a más de 6.000 personas. Michael J. Ahearn, fundador y presidente del consejo de administración, es desde el 25 de octubre de 2011 Consejero Delegado en funciones.
First Solar fabrica módulos fotovoltaicos aptos para instalaciones comerciales sobre tejado y/o en suelo y proporciona además soluciones completas para sistemas fotovoltaicos. Desde abril de 2010, los módulos fotovoltaicos de First Solar están disponibles también para aplicaciones entre 10 y 30 kW (kilovatios).
En abril de 2012 First Solar anunció una restructuración global, debido en gran parte a las condiciones cambiantes del mercado en Europa. La compañía ha ido retirando paulatinamente las operaciones en Frankfurt (Oder), a partir de octubre de 2012, y las cuatro líneas de producción en Kulim, Malasia, desde el 1 de mayo de 2012. Como resultado, la compañía anunció el despido del 30% de sus empleados.
Con esta restructuración, First Solar espera reducir los costes de 30 hasta 60 millones dólares el primer año y de 100 a 120 millones anuales a partir del primer año en adelante.
El 3 de mayo de 2012 First Solar anunció que James Hughes reemplazó a Mike Ahearn como CEO. Ahearn sigue siendo Presidente de la Junta.

## La tecnología de CdTe
El Telururo de cadmio (CdTe) es un compuesto estable de Cadmio y Telurio (residuos de minería) que forma una capa semiconductora que transforma la energía solar en energía eléctrica. En la fabricación de módulos First Solar se aplica una capa absorbente de Telururo de cadmio sobre una lámina de vidrio, que queda encapsulado herméticamente con ayuda de otra lámina de vidrio posterior. El promedio de la eficiencia de transformación de estos módulos de 11.8%, se encuentra por debajo del rendimiento de módulos convencionales de silicio. Sin embargo, en condiciones normales de operación, los módulos de CdTe funcionan mejor que aquellos basados en silicio.
En julio de 2011, la compañía alcanzó una eficiencia del 17.3% batiendo el récord fijado por el National Renewable Energy Laboratory (http://en.wikipedia.org/wiki/NREL)

## Reciclaje
First Solar ha sido una de las primeras compañías de la industria solar en lanzar un programa de recogida y reciclaje de paneles solares. El programa de First Solar es el primero de la industria que se desarrolla completamente prefinanciado. Cualquier persona en posesión de módulos First Solar, puede solicitar en cualquier momento a First Solar que recoja aquellos paneles que hayan llegado al final de su vida útil. En este caso, First Solar asumirá los costes de recogida y reciclaje del producto . El propietario de la instalación fotovoltaica sólo debe encargarse de que los módulos sean desmontados y embalados adecuadamente en los contenedores proporcionados para ello. Según datos aportados por la compañía, el 95% de los materiales semiconductores pueden ser recuperados durante el proceso de reciclaje y pueden ser utilizados posteriormente para la fabricación de nuevos paneles fotovoltaicos. El vidrio también puede ser reutilizado en un 90% para la fabricación de nuevos productos.
Los costes de este programa están incluidos en el precio de venta de los módulos. Estos fondos se transfieren a una cuenta que es supervisada y gestionada por un organismo independiente. De este modo, el reciclaje de los paneles está garantizado a largo plazo. Además, tanto First Solar como la mayor parte de los fabricantes europeos, forman parte de la asociación profesional PV Cycle. Con esta asociación, los fabricantes han puesto en marcha un sistema de recogida y reciclado para todos los paneles una vez hayan llegado al final de su vida útil, independientemente de la marca del fabricante. Con esta iniciativa, las compañías asumen más responsabilidad a lo largo de todo el ciclo de vida del producto y evitan que los paneles fotovoltaicos sean mezclados con otros residuos domésticos, garantizando así su reutilización.

## Proyectos y referencias

### España

#### Parque Solar en Zamora
La planta fotovoltaica de 9.9MW construida con módulos First Solar por la empresa Gehrlicher Solar España en Pereruela [Zamora], se finalizó y conectó a la red en diciembre de 2011. La producción estimada del parque es de 15.000 megavatios hora (MWh) al año,lo equivalente a un ahorro aproximado de 5.600 toneladas métricas al año de dióxido de carbono. Esta planta fotovoltaica, con un área de 36.7 hectáreas fue adquirida por el Fondo Europeo de Energía Solar, gestionado por KGAL GmbH & Co. KG.  

#### Parque Solar en Badajoz
En marzo de 2011 se inauguró el parque fotovoltaico “La Verilleja” situado entre Castuera y Benquerencia de la Serena en [Badajoz], construido y conectado durante 2010. En el parque de 75 hectáreas, se han instalado 337.000 módulos First Solar, que suman una potencia pico de 26.4 MW. La producción de esta planta fotovoltaica construida por Assyce Fotovoltaica, evitará la emisión anual de más de 40.000 toneladas de CO2. Esta es la mayor planta fotovoltaica construida en España con módulos de First Solar. [tt_news=68&cHash=4c627f4416ee39947bf1880530ec7d41]

### Alemania

#### Parque solar en Lieberose
A finales de 2009, el promotor alemán Juwi inauguró una [huerta solar] con paneles de First Solar de 53 MW en el antiguo emplazamiento militar de Lieberose, en las inmediaciones de [Cottbus], Alemania. Con una superficie de 163 [hectárea]s, ésta huerta solar es la tercera más grande de Alemania. Después de la reunificación de Alemania y de la salida del ejército soviético en la década de los noventa, el lugar no se volvió a utilizar. Aparte del beneficio ecológico de la reducción de la emisión de [dióxido de carbono] en aproximadamente 35.000 [tonelada]s al año gracias a la operación de esta huerta solar, la descontaminación de los suelos se financiará a partir del alquiler del terreno y por una parte de la electricidad producida. Una vez el proyecto esté finalizado, el recinto podrá utilizarse con fines turísticos y ecológicos. Así, el proyecto tiene un doble beneficio para el medio ambiente: la producción de energía limpia utilizando energía fotovoltaica y la descontaminación y limpieza de mina del lugar.

### Abu Dhabi

#### Masdar City
Masdar, un proyecto desarrollado en [Abu Dhabi], será una ciudad sin dióxido de carbono y sin residuos, que ha sido diseñada por la firma arquitectónica británica [Foster and Partners]. First Solar ha proporcionado los módulos para una planta de 5 MW, lo que contribuye a un suministro sostenible de electricidad de la nueva ciudad.

### Iniciativa Industrial Desertec
El 16 de marzo de 2010 First Solar fue la primera empresa puramente fotovoltaica que se sumó a la iniciativa Desertec (DII). El objetivo de dicha iniciativa para el año 2050, es el de conseguir proporcionar una gran parte de la electricidad para Medio Oriente, África del Norte y Europa, a través de una red de fuentes de energía solar y eólica. Como asociado de Desertec, First Solar aporta, en los grupos de trabajo de la red de Desertec, su experiencia de campo de grandes proyectos de energía fotovoltaica. Gracias a su alto rendimiento y su bajo mantenimiento, los módulos de First Solar son un complemento ideal a las otras fuentes de energía renovable que forman parte de Desertec.

### Canadá

#### Parque Solar en Sarnia
En 2010 First Solar finalizó el entonces parque de energía solar más grande del mundo en operación. Con 80 MW instalados, el parque de [Sarnia], en el suroeste de [Ontario], [Canadá], produce energía solar limpia para más de 10 000 familias, con lo que se ahorrarán anualmente más de 22.000 toneladas de dióxido de carbono.

### Estados Unidos

#### Parque Solar para Apple
En febrero de 2015 la compañía Apple anunció una inversión de 850 millones de dólares para la construcción de una planta solar en el Condado de Monterrey (California) con el fin de abastecer de energía las necesidades de los centros de datos de Apple así como su nuevo complejo de oficinas en Cupertino y otras oficinas o edificios auxiliares. El excedente se venderá a una compañía de energía californiana. Está previsto que el proyecto en colaboración con First Solar se inicie en marzo-abril de 2015 y la planta esté operativa a finales de 2016.

### Noticias
- First Solar goes for reduction in manufacturing cost
- First Solar adds 525 MW of module supply agreements.
- First Solar Profit Soars on Rising Solar-Panel Sales
- First Solar CEO to Speak at Renewable Energy Finance Forum-Wall Street
- Managing director of First Solar GmbH speaks about developments in thin-film
- First Solar Completes 2-MW Project for SCE and is Awarded Second Contract
- First Solar's Bright Future - BusinessWeek
- Apple in big solar power deal - Reuters Archivado el 11 de febrero de 2015 en Wayback Machine.

- Datos: Q1138888
- Multimedia: First Solar / Q1138888